# Heinrich Seitter
Heinrich Seitter (* 28. März 1902 in St. Margrethen; † 3. September 1991 in Walenstadt) war ein Schweizer Botaniker.

## Familie
Seitter war der Sohn des Gustav Heinrich, von Beruf Sattlers, seine Mutter war Anna Frieda, ledig Kehl. Im Jahr 1929 heiratete er Maria Friederika John, die Tochter des Jakob Christian John. Nach 24 Jahren heiratete er zum zweiten Mal, nun 1953 Anna Rothenberger, die Tochter des Christian Rothenberger. Seitter gehörte der reformierten Kirche an.

## Beruf
Nachdem er 1918 die Schule beendet hatte, begann er im selben Jahr eine Schlosserlehre in St. Gallen, die bis 1921 andauerte. Danach war er von 1921 bis 1923 als Chauffeur in Ägypten tätig. Seine Rückreise bestritt er teilweise zu Fuss. Während den Jahren 1927 bis 1967 arbeitete als Kondukteur und Zugführer bei der SBB in Sargans. Da er seit jungen Jahren an der Botanik interessiert war, erforschte er als Autodidakt systematisch die Flora der Region. Dabei erweiterte er sein Wissen durch das Studium von Fachliteratur, unter anderem auch in jenen der Slawischen Sprachen. Dadurch wurde er zum bedeutendsten Ostschweizer Botaniker. Von 1967 bis 1972 nahm er an der Kartierung der Schweizer Flora teil und publizierte 1977 Die Flora des Fürstentums Liechtenstein und 1989 die Flora der Kt. St. Gallen und beider Appenzell. Im Jahr 1976 verlieh ihm die ETH Zürich den Titel eines Ehrendoktors. Im Jahr 1977 wurde er zum Ehrenbürger von Sargans ernannt (Beschluss der Ortsbürgerversammlung).

## Archive
- ETH-BIB, Teilnachlass
- Markus Kaiser: Seitter, Heinrich. In: Historisches Lexikon der Schweiz.

| Personendaten    | Personendaten                |
| ---------------- | ---------------------------- |
| NAME             | Seitter, Heinrich            |
| KURZBESCHREIBUNG | Schweizer Botanik-Autodidakt |
| GEBURTSDATUM     | 28. März 1902                |
| GEBURTSORT       | St. Margrethen               |
| STERBEDATUM      | 3. September 1991            |
| STERBEORT        | Walenstadt                   |